# Hoplitis laboriosa
Hoplitis laboriosa är en biart som först beskrevs av Smith 1878.  Hoplitis laboriosa ingår i släktet gnagbin, och familjen buksamlarbin. Inga underarter finns listade i Catalogue of Life.